# Sergej Mindirgasov
Sergej Nikolaevič Mindirgasov (in russo Сергей Николаевич Миндиргасов?; Luhans'k, 14 novembre 1959) è un ex schermidore sovietico, vincitore di una medaglia d'argento nella scherma ai giochi olimpici.